# Calophyllum soualattri
Calophyllum soualattri là một loài thực vật có hoa trong họ Calophyllaceae. Loài này được Burm.f. mô tả khoa học đầu tiên năm 1768.